# 80 дней вокруг света (мультсериал)
«80 дней вокруг света» (англ. Around the World in Eighty Days) — австралийский телевизионный мультсериал по мотивам романа Жюля Верна «Вокруг света за 80 дней». Телекомпанией NBC мультсериал транслировался в виде двух сезонов в 1972—1973 годах. 

## Сюжет
Чтобы выиграть пари и получить согласие лорда Мэйза на свадьбу с его племянницей Белиндой, находчивый Филеас Фогг и его верный слуга француз Жан Паспарту отправляются в кругосветное путешествие за 80 дней, завершению которого мешают проделки коварного мистера Фикса. В этом мультсериале Фогг отличается невероятной предусмотрительностью, всегда заранее подбирая именно те предметы, которые понадобятся им с Паспарту в течение очередной серии.

## Персонажи

### Филеас Фогг
Филеас Фогг — кавалер приятной внешности и протагонист сериала. Почти всегда носит синий костюм и высокую шляпу-цилиндр. Умеет предугадывать все козни Фикса и поэтому всегда выходит даже из самого трудного положения. В начале каждой серии перечисляет предметы, которые понадобятся им с Паспарту на этот раз, и которые Паспарту должен уложить в саквояж. Несмотря на то, что этот набор, как правило, кажется бессмысленным, именно эти предметы помогают им преодолеть очередные козни Фикса, а иногда и спасти жизнь. Путешествует вместе со своим компаньоном Паспарту и маленькой обезьянкой Тото. Знает много народных мудростей. Является основным действующим лицом во всех сериях.

### Белинда Мэйз
Бели́нда Мэйз — племянница лорда Мэйза, будущая невеста Фогга. Показывается в заставке, в самом фильме появляется в 7, 10 и 14 сериях.

### Жан Паспарту
Жан Паспарту — компаньон Фогга. Француз. Немного простоват (Фикс с лёгкостью может обдурить его). Оберегает Фогга от Фикса, но постоянно смотрит «не туда». Когда Фогг пытается объяснить Паспарту его ошибку, тот настаивает на своём, говоря, что Фогг слишком доверчив. Однако Фогг всегда оказывается прав, а Паспарту попадает впросак и всегда подозревает не тех людей.
Например, в одной из серий он подозревает кондуктора и рассказывает об этом машинисту, который на самом деле переодетый Фикс. Одна из известных фраз Паспарту: «Проделки Фикса!» (англ. «Fix tricks!»). Также он часто произносит фразу «Ну и ну!» (фр. «Parlez-vous!» — вариант перевода: «Что вы говорите!»). Появляется во всех сериях.

### Мистер Фикс
Мистер Фикс в мультфильме — агент лорда Мэйза и главный антагонист, получивший задание помешать Фоггу выиграть пари и жениться на Белинде.
В начале каждой серии, разговаривая сам с собой, обсуждает план противодействия Фоггу на текущем отрезке пути. Страдает легким раздвоением личности. Разговаривает сам с собой как с лучшим другом. Сам себе задает вопросы, и сам же на них с одобрением отвечает. Ключевая фраза: «Есть ли у вас план, мистер Фикс?» Весьма изобретательный и хитроумный мастер перевоплощения. Тем не менее, благодаря предусмотрительности Фогга и несмотря на ошибки Паспарту, все его попытки всегда оказываются безуспешными, а он сам нередко оказывается в неприятной ситуации.
В конце каждой серии отстаёт от уезжающих Фогга и Паспарту (в одной из серий его за совершённые им козни даже сажают в местную тюрьму, заявляя при этом, что ключ от камеры будет выброшен в море), но в следующей как ни в чём не бывало снова «садится им на хвост». Появляется во всех сериях.

### Лорд Мэйз
Лорд Мэйз — дядя Белинды и один из антагонистов. Показан в заставке каждой серии, лично принимает участие в создании помех Фоггу в четвёртой и седьмой сериях.

### Тото
Тото — обезьянка Паспарту. Любопытна, непоседлива и эксцентрична. Нередко создаёт комические ситуации. Появляется во всех сериях.

## Список серий

### 1 сезон
| № | Дата выхода           | Место действия                      | Персонажи                                            |
| - | --------------------- | ----------------------------------- | ---------------------------------------------------- |
| 1 | 9 сентября 1972 года  | Лондон, Букингемский дворец         | Фогг, Паспарту, мистер Фикс                          |
| 2 | 16 сентября 1972 года | Париж                               | Фогг, Паспарту, мистер Фикс                          |
| 3 | 16 сентября 1972 года | Швейцария и Альпы                   | Фогг, Паспарту, мистер Фикс                          |
| 4 | 30 сентября 1972 года | Рим                                 | Фогг, Паспарту, мистер Фикс, лорд Мэйз               |
| 5 | 14 октября 1972 года  | Неаполь, Помпеи                     | Фогг, Паспарту, мистер Фикс                          |
| 6 | 4 ноября 1972 года    | Средиземное море, Греческие острова | Фогг, Паспарту, мистер Фикс                          |
| 7 | 11 ноября 1972 года   | Афины, Греция                       | Фогг, Паспарту, мистер Фикс, лорд Мэйз, Белинда Мэйз |

### 2 сезон
| №  | Дата выхода          | Место действия                 | Персонажи                                 |
| -- | -------------------- | ------------------------------ | ----------------------------------------- |
| 8  | 1 сентября 1973 года | Египет и пирамиды              | Фогг, Паспарту, мистер Фикс               |
| 9  | 1 сентября 1973 года | Синай и Петра                  | Фогг, Паспарту, мистер Фикс               |
| 10 | 1 сентября 1973 года | Газа, Дамаск и Пальмира        | Фогг, Паспарту, мистер Фикс, Белинда Мэйз |
| 11 | 1 сентября 1973 года | Персия, Исфахан                | Фогг, Паспарту, мистер Фикс               |
| 12 | 1 сентября 1973 года | Индия, Удайпур                 | Фогг, Паспарту, мистер Фикс               |
| 13 | 1 сентября 1973 года | Китайское море, Китай          | Фогг, Паспарту, мистер Фикс               |
| 14 | 1 сентября 1973 года | Япония, Токио, Фудзияма        | Фогг, Паспарту, мистер Фикс, Белинда Мэйз |
| 15 | 1 сентября 1973 года | США, Калифорния, Сан-Франциско | Фогг, Паспарту, мистер Фикс               |
| 16 | 1 сентября 1973 года | США, Луизиана, Новый Орлеан    | Фогг, Паспарту, мистер Фикс               |

## Съёмочная группа
- Аниматоры: Том Барон, Рэй Бартл, Гэрден Кук, Джон Юнг, Дон Эзард, Мик Фолкнер, Сьюзан Гилхрист, Сэм Харви, Эд ДеМаттиа, Ральф Певерилл, Барни Познер, Уильям То
- Супервайзер анимации: Жан Тич
- Раскадровка: Крис Каддингтон
- Компоновщики: Робберт Смит, Алекс Николас, Брюс Дэвис
- Фоны: Питер Коннелл, Дженн Сендер, Чери Хейс, Рос Кайл, Азми Мунир
- Автор сценария: Чет Стовер
- Операторы: Дженни Охс, Ким Хамфриз, Карл Келлер, Роберт Бейтс
- Композитор: Джон Сэнгстер
- Редактор: Эдди Грэм
- Режиссёр: Лиф Грэм
- Продюсер: Уолтер Дж. Хакер

## Роли озвучивали
- Филеас Фогг — Аластер Данкан
- Паспарту — Росс Хиггинс[англ.]
- Фикс — Макс Осбистон
- Белинда — Джанет Уолдо
- Лорд Мэйз — Овен Уайнготт